# غرده بن
غرده‌ بن هي قرية في مقاطعة بيرانشهر، إيران. يقدر عدد سكانها بـ 423 نسمة بحسب إحصاء 2016.